# Слепкань Сергій Петрович
Сергі́й Петро́вич Сле́пкань (* 31 січня 1963 року, Калинівка) – колишній голова наглядової ради ПАТ «Центренерго»[уточнити]. Працював головою правління ВАТ «Київгаз» у 2007-2010 роках, депутат Київської міської ради з травня 2008 року.

## Біографія
Народився 31 січня 1963 року у місті Калинівка Вінницької області. З 1970 по 1980 рік навчався у середній школі №77 Донецька.
З 1980 по 1986 рік навчався в Донецькому медичному інституті імені Максима Горького за спеціальністю «Лікарська справа». Одразу після закінчення інституту і до 1992 року працював хірургом у лікарні швидкої допомоги Донецька, а з 1996 по 2001 рік – в Донецькій обласній лікарні імені Калініна лікарем-хірургом.
З 2001 року по 2005 рік працював у Херсоні на посаді заступника директора ТОВ «Союзпромінвест», потім директором, далі заступником директора ТОВ «Південні транспортні системи». Одночасно з роботою навчався Донецькому Національному університеті за фахом «Економіка» (2003-2007 роки).
У 2005 році працював на  посаді в.о. начальника служби  безпеки ВАТ «Київводоканал». У 2006 році обіймав посади радника голови правління ВАТ «Київгаз» та в.о. голови правління ВАТ «Київгаз». А 12 січня 2007 року акціонери на загальних зборах обрали Слепканя головою правління ВАТ «Київгаз».
На той час компанія уже кілька років перебувала у стані банкрутства. Але вже в травні 2007 року процедура банкрутства підприємства була припинена і почалося поступове нарощування його потенціалу. Перебуваючи на посаді голови правління, Слепкань у 2007-2009 роках продовжує навчання у Міжнародному інституті менеджменту за програмою MBA.
На позачергових виборах у травні 2008 року Слепкань обраний до Київської міської ради VI скликання.
17 грудня 2010 року акціонери «Київгазу» звільнили Слепканя з посади голови правління і призначили членом наглядової ради.
Наприкінці грудня 2010 року НАК «Нафтогаз України» призначив Слепканя заступником директора з питань газопостачання ДК «Газ України» з 10 січня 2011 року.
Станом на жовтень 2014 року, працює директором Газопромислового управління «Полтавагазвидобування». Згідно з розшуковою базою МВС України 27 жовтня 2014 року був оголошений в розшук за ухилення від сплати податків в особливо великих розмірах. 
Заслужений працівник сфери послуг України.